# Gnophos deblonayi
Gnophos deblonayi là một loài bướm đêm trong họ Geometridae.